# Callipelta ornata
Callipelta ornata är en svampdjursart som beskrevs av William Johnson Sollas 1888. Callipelta ornata ingår i släktet Callipelta och familjen Neopeltidae. Inga underarter finns listade i Catalogue of Life.